# Устинов, Максим Игоревич
Максим Игоревич Устинов (27 сентября 1987, Новороссийск, СССР) — российский футболист, центральный полузащитник.

## Карьера
Воспитанник футбольного клуба «Черноморец» (Новороссийск). Карьеру футболиста начал в чемпионате Краснодарского края. В 2007 году Устинову удалось переехать в Черногорию, где он в течение сезона выступал за местный клуб «Бокель»,став Чемпионом Черногории. Затем полузащитник вернулся на родину, выступал за геленджикский «Спартак», после чего перебрался в Молдавию. В сезоне 2007/08 играл за кишинёвскую «Политехнику». Всего в Национальной дивизии провел 17 игр и забил 1 гол. По итогам чемпионата «Политехника» вылетела из высшего молдавского дивизиона, а Устинов вернулся в Россию, где остаток сезона 2008 года доигрывал в московском клубе западной зоны Второго дивизиона «Торпедо-РГ». В начале 2009 года подписал контракт с ивановским «Текстильщиком», за «красно-черных» провел 22 игры и забил 1 гол. По окончании сезона он не стал продлевать контракт с «Текстильщиком» и перешёл в ростовский «СКА» выступавший в зоне «Юг» Второго дивизиона. Следующим клубом в карьере футболиста стал «Славянский», за который с 2011 по 2013 год Устинов сыграл в 64 матчах, забив 6 голов. С середины 2013 года в течение полутора сезонов являлся футболистом крымского «Витязя». Весной 2015 года выступал за «МИТОС» из Новочеркасска.
С июля 2019 года выступал в составе возрождённой болельщиками и бывшими игроками клуба команды «Кубань», за которую в чемпионате Краснодарского края дебютировал 6 июля.